# Aiguille du Jardin
A Aiguille du Jardin (Agulha do Jardim) é uma montanha no Maciço do Monte Branco, departamento francês da Alta-Saboia que culmina a 4 035 m pelo que é um cumes dos Alpes com mais de 4000 m e fica junto à Aiguille Verte.

## Ascensão
O melhor acesso é pela aresta noroeste (cotação AD+) feita pela Pointe Whymper e a Grande Rocheuse,aproveitando o refúgio do Couvercle (2687 m).
A primeira ascensão foi efetuada em 1 de agosto de 1904 por Émile Fontaine, Joseph Ravanel e Léon Tournier.